# Leurophyllum brevicauda
Leurophyllum brevicauda is een rechtvleugelig insect uit de familie sabelsprinkhanen (Tettigoniidae). De wetenschappelijke naam van deze soort is voor het eerst geldig gepubliceerd in 1954 door Beier.